# Jordbruksnäring
Jordbruksnäring eller lantbruksnäring är en typ av affärsverksamhet inom jord- och lantbruksindustrin. Den ledande forskningen inom näringsområdet görs av Statens lantbruksuniversitet, SLU, men även Statens jordbruksverk arbetar proaktivt för att bevara och utveckla användningen av jordbruksmarken.